# Église Saint-Jean-Baptiste de Tarbes
L'église Saint-Jean-Baptiste de Tarbes est une église catholique située à Tarbes, dans le département français des Hautes-Pyrénées en France.

## Localisation
L'église Saint-Jean-Baptiste, est située dans le quartier du centre-ville (canton de Tarbes 2) à l'ouest de la place Jean-Jaurès à Tarbes (place de la  mairie) accolée au sud de la place Saint-Jean entre la rue du Maréchal-Foch et la rue Brauhauban.

## Historique
La première mention certaine de l'église Saint-Jean est du XIIIe siècle, (23 juin 1268), il s'agit de la confirmation faite des privilèges appelés "fors" de Tarbes, concédés cent ans plus tôt à la Tarbes par le comte de Bigorre Centulle III, connus uniquement par une copie du célèbre érudit basque Oihénart conservée à la Bibliothèque nationale
De style gothique rayonnant, l'édifice actuel n'est pourtant daté que de la fin du XVe siècle grâce à une caractéristique notable, qui est la présence de dix chapiteaux qui couronnent les piliers des murs et reçoivent les travées de la voûte, ils sont situés à neuf mètres du sol et décorent la face et les deux côtés du sommet des piliers.
En mars 1615 trois travaux sont envisagés comme indispensables et urgents : relever les murs de l'église, refaire le toit effondré, construire une tour où puissent être logées six cloches.
La tour massive et carrée, percée seulement de lucarnes meurtrières dans ses cinq étages et qui flanquent l'église au nord-est, est bien le clocher datant de mars 1615. Cette tour recevra, en mars 1764, l'horloge provenant du portail de l'horloge du Maubourguet, après que l'intendant d'Étigny fit abattre les portes qui séparaient les bourgs de la ville.

## Architecture
Elle est orientée, mais le chevet formé par un large mur droit, percé de larges fenêtre ogivales, ne possède qu'une nef, garnie de chapelles latérales logées entre les piliers des arcs doubleaux. L'église est divisée en six travées, deux correspondant au sanctuaire, trois à la nef, la sixième à la tribune.
On attribue à la même époque gothique les fenêtres du midi (aveuglées par les immeubles de la rue Maréchal-Foch) et les arcs doubleaux qui séparent les travées et soutiennent la charpente du toit. De l'édifice du XVe siècle il ne reste que des éléments : l'église actuelle est surtout le résultat de la restauration qui suivit les guerres de religion.

## Galerie d'images

Sélection de vues de l’Église.
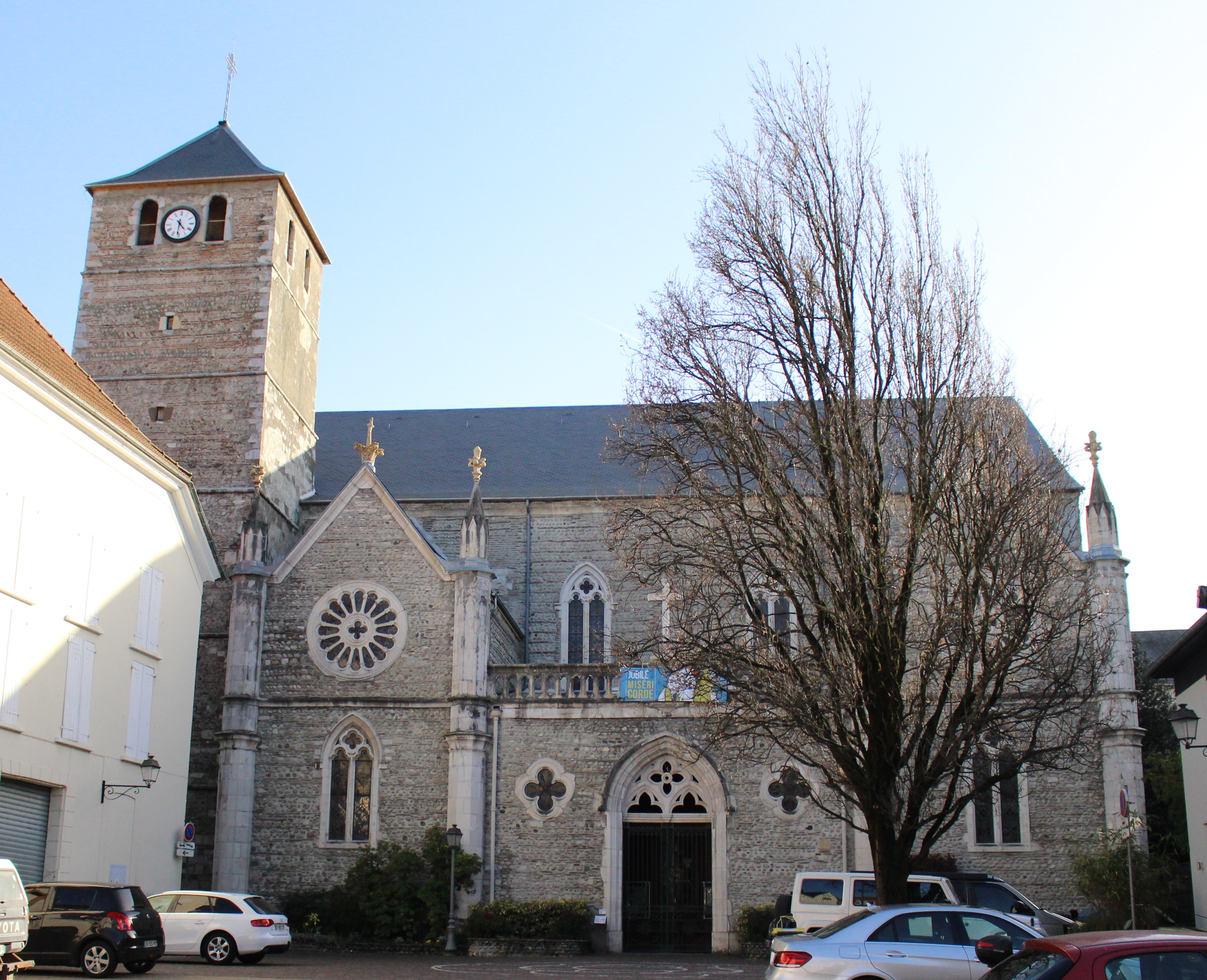
Depuis la place Saint-Jean.
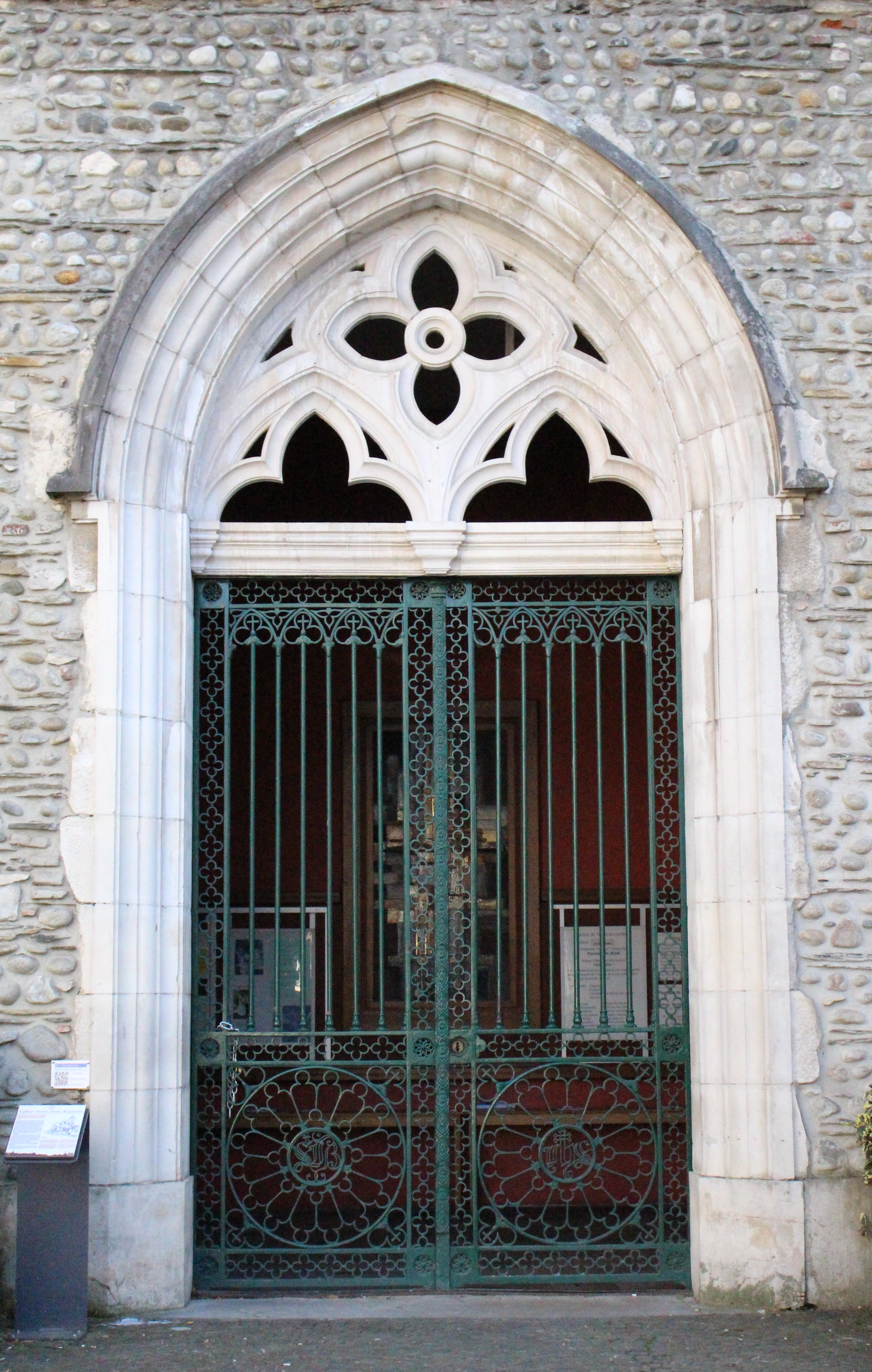
L’entrée nord.
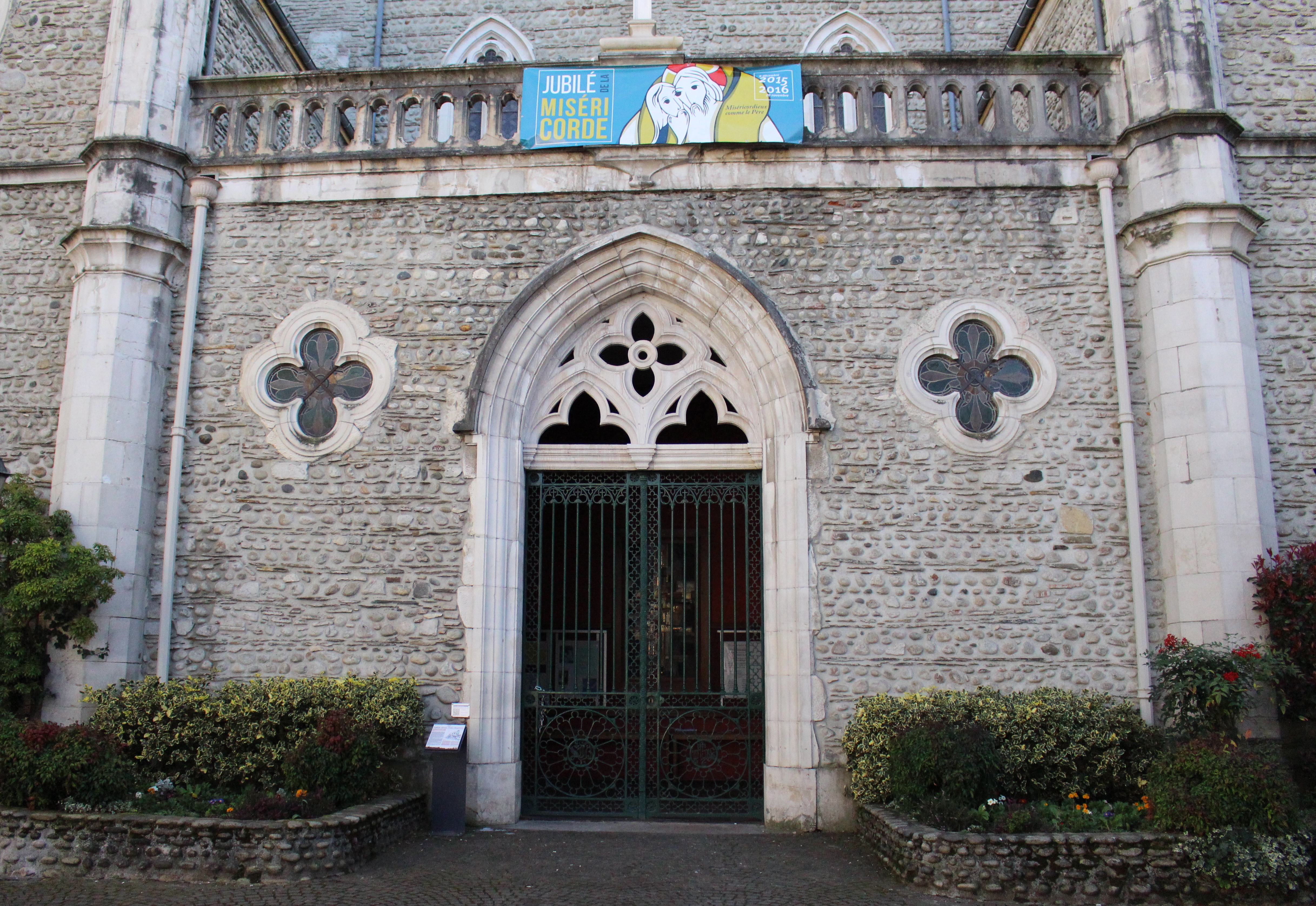
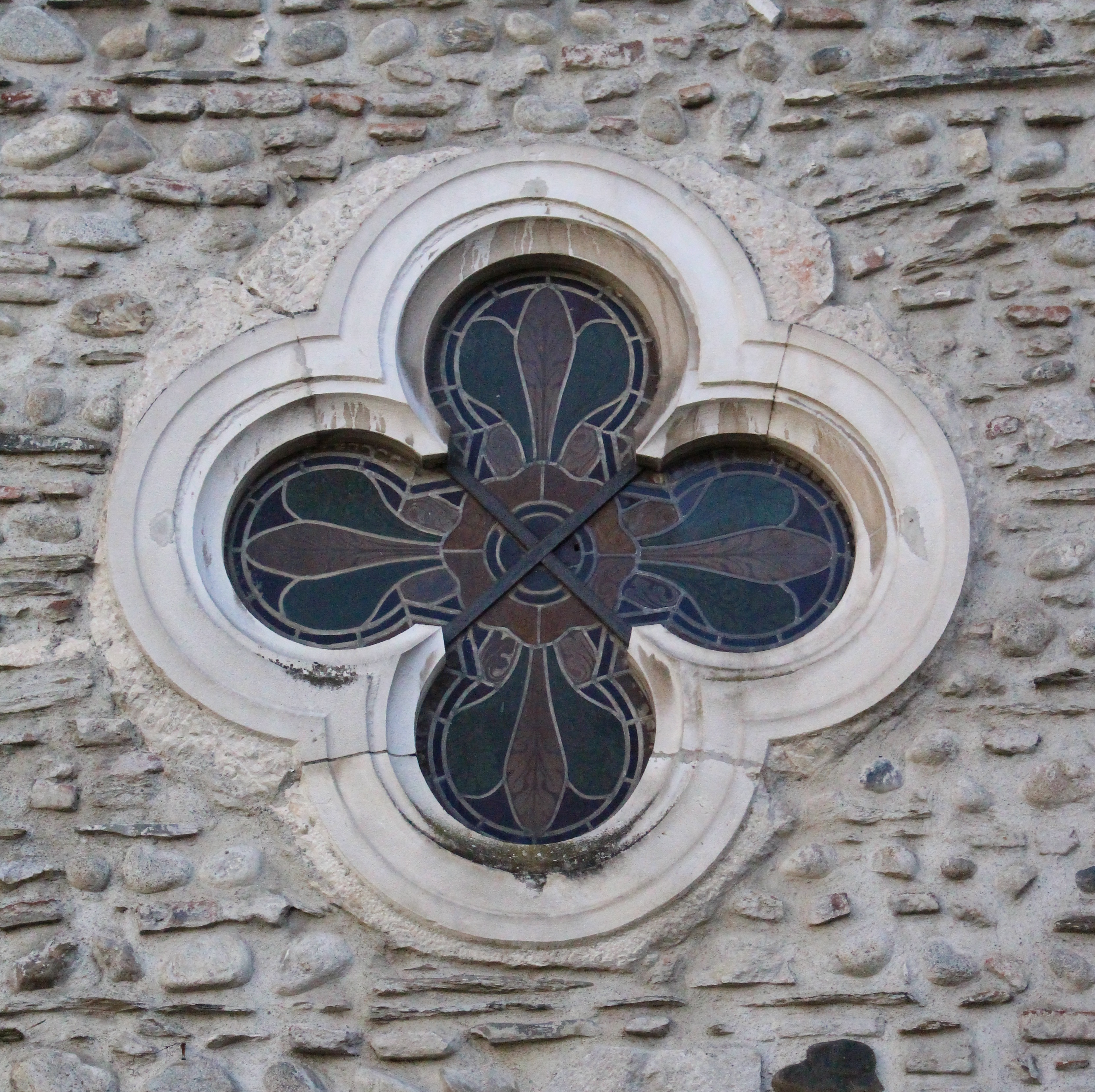